# Coupe d'Océanie de rugby à XV 2011
Navigation
Coupe d'Océanie
 2009 Coupe d'Océanie 2013
Le Coupe d'Océanie de rugby à XV 2011 est un tournoi organisé par la Federation of Oceania Rugby Unions qui oppose les nations d'Océanie. La compétition se déroule du 29 novembre au 3 décembre 2011 à Port Moresby.

## Équipes engagées
La compétition se dispute sous le format d'un mini-championnat entre les quatre équipes suivantes :
- Vanuatu
- Papouasie-Nouvelle-Guinée
- Îles Salomon
- Niue

## Classement
| Rang | Nation                        | J | V | N | D | Pm  | Pe  | Diff | Pts |
| ---- | ----------------------------- | - | - | - | - | --- | --- | ---- | --- |
| 1    | Papouasie-Nouvelle-Guinée (T) | 3 | 3 | 0 | 0 | 147 | 25  | +122 | 15  |
| 2    | Îles Salomon                  | 3 | 2 | 0 | 1 | 85  | 72  | +13  | 10  |
| 3    | Niue                          | 3 | 1 | 0 | 2 | 58  | 71  | -13  | 6   |
| 4    | Vanuatu                       | 3 | 0 | 0 | 3 | 36  | 158 | -122 | 0   |

|  | Vainqueur de la compétition |
|  | T : Tenant du titre 2009    |

## Résultats

### Première journée
| 29 novembre 2011 | Îles Salomon | 22 – 19 | Niue | PNG Rugby League Ground, Port Moresby |
| 29 novembre 2011 |              |         |      | PNG Rugby League Ground, Port Moresby |
| 29 novembre 2011 |              |         |      | PNG Rugby League Ground, Port Moresby |

| 29 novembre 2011 | Papouasie-Nouvelle-Guinée | 78 – 3 | Vanuatu | PNG Rugby League Ground, Port Moresby |
| 29 novembre 2011 |                           |        |         | PNG Rugby League Ground, Port Moresby |
| 29 novembre 2011 |                           |        |         | PNG Rugby League Ground, Port Moresby |

### Deuxième journée
| 1er décembre 2011 | Vanuatu | 13 – 32 | Niue | PNG Rugby League Ground, Port Moresby |
| 1er décembre 2011 |         |         |      | PNG Rugby League Ground, Port Moresby |
| 1er décembre 2011 |         |         |      | PNG Rugby League Ground, Port Moresby |

| 1er décembre 2011 | Îles Salomon | 15 – 33 | Papouasie-Nouvelle-Guinée | PNG Rugby League Ground, Port Moresby |
| 1er décembre 2011 |              |         |                           | PNG Rugby League Ground, Port Moresby |
| 1er décembre 2011 |              |         |                           | PNG Rugby League Ground, Port Moresby |

### Troisième journée
| 3 décembre 2011 | Vanuatu | 20 - 48 | Îles Salomon | PNG Rugby League Ground, Port Moresby |
| 3 décembre 2011 |         |         |              | PNG Rugby League Ground, Port Moresby |
| 3 décembre 2011 |         |         |              | PNG Rugby League Ground, Port Moresby |

| 3 décembre 2011 | Papouasie-Nouvelle-Guinée | 36 - 7 | Niue | PNG Rugby League Ground, Port Moresby |
| 3 décembre 2011 |                           |        |      | PNG Rugby League Ground, Port Moresby |
| 3 décembre 2011 |                           |        |      | PNG Rugby League Ground, Port Moresby |

La Papouasie-Nouvelle-Guinée remporte la coupe après avoir gagné tous ses matchs lors de la compétition.